# European Air Express
European Air Express was een luchtvaartmaatschappij met als thuishaven Mönchengladbach in Duitsland. Zij leverde reguliere passagiersvluchten van en binnen Duitsland. European Air Express was gestationeerd op Düsseldorf-Mönchengladbach Airport en had hubs op de luchthavens Keulen-Bonn en Münster-Osnabrück.
De luchtvaartmaatschappij werd in 1999 gesticht en begon in februari van datzelfde jaar met het leveren van diensten. Op 31 juli 2007 stopte de maatschappij met vliegen en per 30 september 2007 is de maatschappij volledig opgeheven.

## Code informatie
- IATA Code: EA
- ICAO Code: EAE
- Roepletters: Starwing

## Luchtvloot
De luchtvloot van European Air Express bestond in januari 2005 uit de volgende vliegtuigen:
- 5 ATR 42-300's
- 1 Fairchild Metro 23
- 1 Fairchild Metro III